# Arnos
Arnos ist eine französische Gemeinde mit 134 Einwohnern (Stand 1. Januar 2022) im Département Pyrénées-Atlantiques in der Region Nouvelle-Aquitaine. Die Gemeinde gehört zum Arrondissement Pau und zum Kanton Artix et Pays de Soubestre (bis 2015: Kanton Arthez-de-Béarn).
Die Bewohner werden Arnosiens genannt.

## Geographie
Arnos liegt circa 30 Kilometer nordwestlich von Pau im Béarn.
Umgeben wird die Gemeinde von den Nachbargemeinden:
- Géus-d’Arzacq und Pomps im Norden,
- Uzan im Osten,
- Boumourt im Südosten,
- Casteide-Cami im Süden sowie
- Doazon im Westen.

Arnos liegt im Einzugsgebiet des Flusses Adour. Der Aubin, ein Zufluss des Luy de Béarn, bildet die südliche Gemeindegrenze.

## Geschichte
Die Entdeckung von Hügelgräbern aus der Eisenzeit und Fragmenten von Mosaik auf dem Standort eines römischen Militärlagers zeigen eine frühe Besiedelung des Landstrichs. Vom 16. bis zum 18. Jahrhundert gehörte Arnos zu Boumourt und wurde als Arnas auf der Carte de Cassini im 18. Jahrhundert verzeichnet.

### Einwohnerentwicklung
| Jahr      | 1962 | 1968 | 1975 | 1982 | 1990 | 1999 | 2006 | 2009 | 2014 |
| --------- | ---- | ---- | ---- | ---- | ---- | ---- | ---- | ---- | ---- |
| Einwohner | 71   | 74   | 63   | 70   | 68   | 68   | 67   | 68   | 89   |

## Sehenswürdigkeiten
- Kirche Mariä Himmelfahrt, im romanischen Stil erbaut.[4]
- 1986 wurde der Rundkurs Circuit Pau-Arnos für Automobile und Motorräder mit einer Länge von 3,03 km eröffnet.[10]

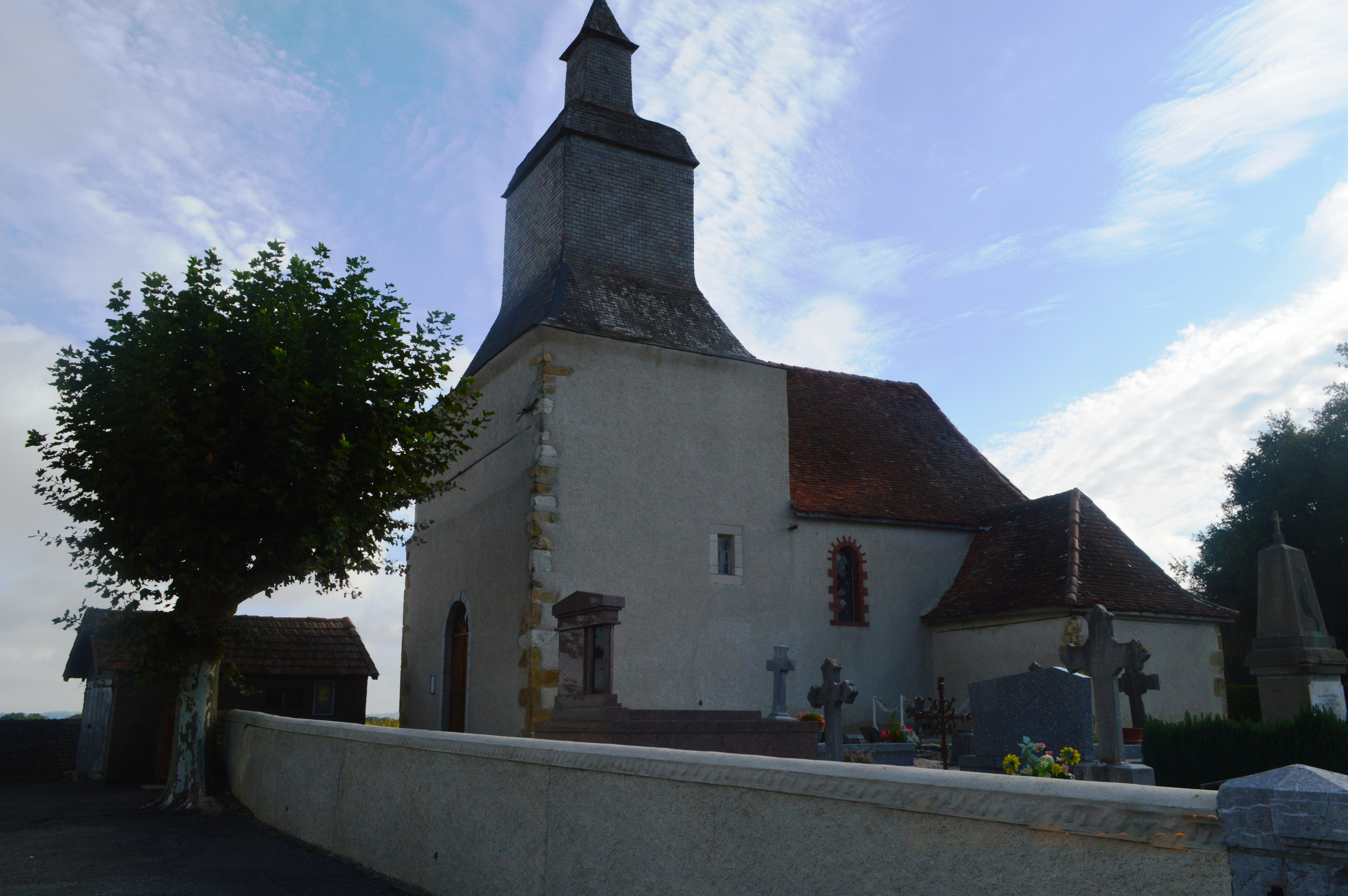
Ortskirche l’Assomption de la très bienheureuse mère de Dieu von Arnos
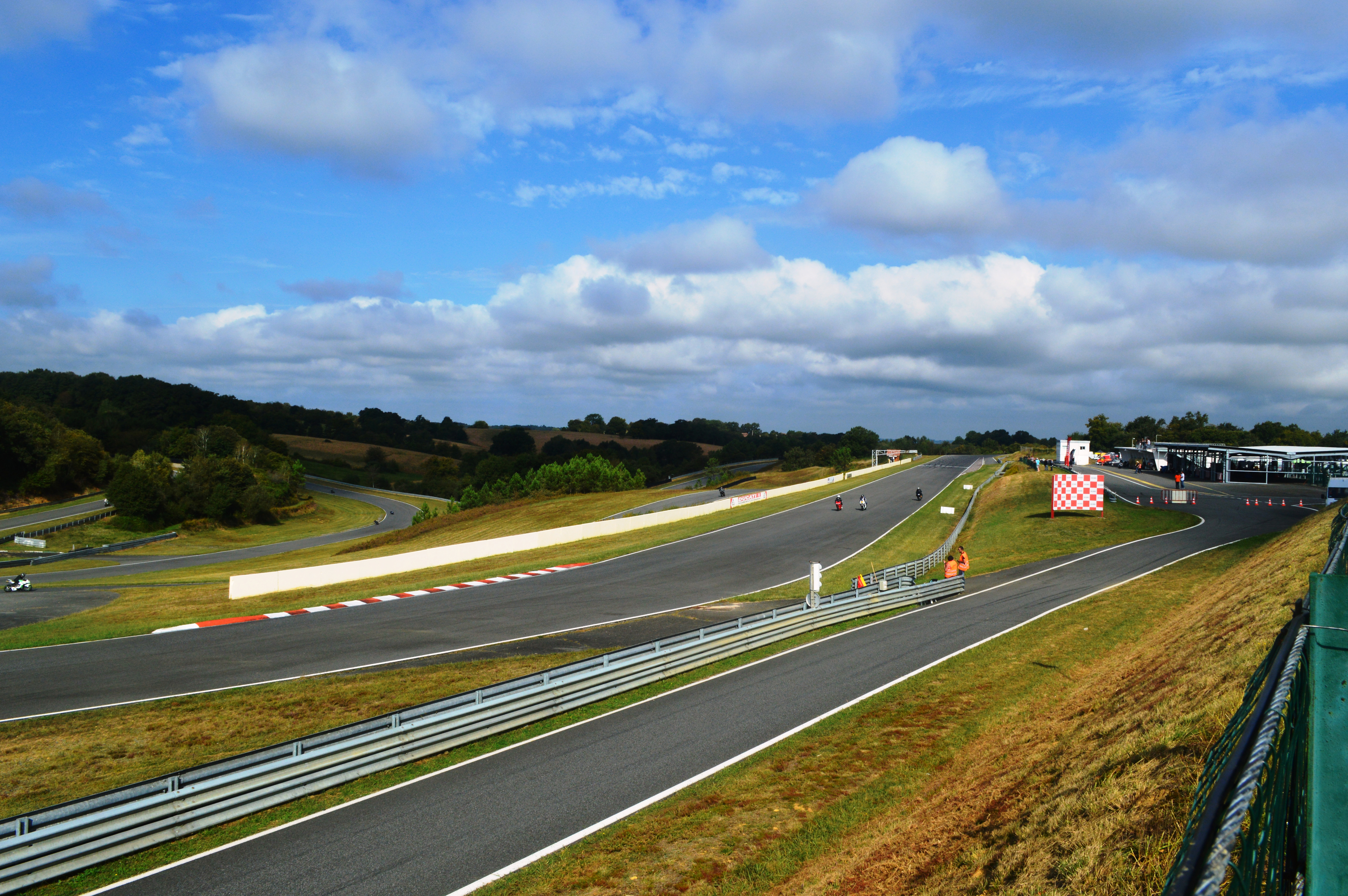
Circuit Pau-Arnos

## Wirtschaft und Infrastruktur

### Verkehr
Arnos ist angeschlossen an die Routes départementales 276 und 945 (ehemalige Route nationale 645).